# Sông Assiniboine
Sông Assiniboine (/əˈsɪnɪbɔɪn/; tiếng Pháp: Rivière d'Assiniboine) là một con sông dài 1.070 km (660 dặm) chảy qua các thảo nguyên của miền Tây Canada ở Saskatchewan và Manitoba. Nó là một nhánh của sông Red. Assiniboine là một con sông uốn khúc điển hình với một kênh chính duy nhất được đặt trong một thung lũng nông, bằng phẳng ở một số nơi và một thung lũng dốc ở những nơi khác. Các nhánh chính của nó là sông Qu'Appelle, Souris và Whitesand. Đối với lịch sử ban đầu và thăm dò xem buôn bán lông thú sông Assiniboine.
Con sông lấy tên từ Quốc gia thứ nhất Assiniboine. Robert Douglas thuộc Ủy ban Địa lý Canada (1933) đã đưa ra nhiều nhận xét về nguồn gốc của nó: "Cái tên tưởng niệm người bản địa Assiniboine được La Vérendrye gọi vào năm 1730 'Assiniboils' và bởi Thống đốc Hiệp sĩ vào năm 1715 của người Anh Điêng đá của Công ty Vịnh Hudson. 'Assiniboine’ là tên của một quốc gia đầu tiên và bắt nguồn từ các từ Ojibwe 'asin' một hòn đá và 'bwaan' Sioux, do đó tên Stony Sioux có thể được đưa ra bởi vì họ đã sử dụng đá nóng trong nấu thức ăn của họ."